# Хліб дитинства мого
«Хліб дитинства мого» (рос. «Хлеб детства моего») — радянський художній фільм 1977 року. Прем'єра фільму відбулася в лютому 1979 року. Лауреат призу і диплома конкурсу фільмів для дітей та юнацтва на Всесоюзному кінофестивалі 1978 року в Єревані. Також отримав приз і диплом фестивалю «Молодість-78» у Києві.

## Сюжет
Фільм оповідає про дітей війни. Васька і Вітька — два піонера, друга-підлітка, щоб заробити після німецької окупації рідного села, відправляються в місто для торгівлі господарськими дрібницями. Подорож закінчується несподіваною подією — безслідно зникає кошик з їх товаром. Повертаючись додому, друзі зупиняються у замінованого житнього поля з перезрілим колоссям. Розуміючи, що зерно могло б нагодувати село, хлопчаки вирішують розміновувати поле. Шляхом неймовірних зусиль вони виконують задумане, давши тим самим односельчанам провести жнива і забезпечити їх існування на найближче майбутнє.

## У ролях
- Едуард Купоросов —  Васька (головна роль)
- Олександр Ведерников —  Вітька (головна роль)
- Євген Стежко —  голова
- Алла Мещерякова —  Дар'я
- Оксана Бобрович —  Наташа
- Раїса Куркіна —  мати Васьки
- Андрій Болдін —  Петька
- Володимир Шкаликов —  хлопчик з балалайкою
- Наталія Гебдовська —  Мотря Матвіївна, баба Мотя
- Ігор Класс —  Яків
- Леонід Яновський —  Шорохов
- Борис Сабуров —  дідусь Віті
- Анатолій Дриженко —  сапер
- Катерина Загорянська —  селянка
- Людмила Лобза —  сусідка
- Юрій Мисенко —  солдат (немає в титрах)
- Сергій Глазков —  юродивий (немає в титрах)
- А. Горбатюк — епізод
- В. Кузьмін — епізод
- Г. Моринець — епізод
- Олексій Лупій — епізод
- Наталія Моргунова — епізод
- Оксана Моргунова — епізод
- Владимир Шлапак — епізод
- Ольга Рогозіна — епізод
- Олександр Гединський — епізод

## Знімальна група
- Автор сценарію:  Василь Решетников
- Режисер-постановник:  Ярослав Лупій
- Оператор-постановник:  Сергій Стасенко
- Художник-постановник:  Володимир Єфімов
- Композитор:  Володимир Губа
- Звукооператор: Анатолій Нетребенко
- Режисер: В. Вінников
- Режисер монтажу: Валентина Олійник
- Художник по костюмах: Тетяна Кропивна
- Художник по гриму: Павло Орленко
- Художник-декоратор: А. Денисюк
- Оператор: Я. Озеровський
- Комбіновані зйомки: оператор — Борис Мачерет, художник — Іван Пуленко
- Редактори: Ідєя Алєєвська, Тамара Хміадашвілі
- Оркестр держкіно СРСР, диригент — Ігор Блажков
- Директор картини: Джеміля Панібрат